# Textur (Musik)
Unter einer Textur versteht man entweder bestimmte Satztypen wie homophon, polyphon, monodisch, heterophon etc. (siehe auch Tonsatz), soweit diese von wiederkehrenden Mustern geprägt sind, oder in Musik, die mithilfe von Software erstellt wurde, gegebenenfalls auch ein vertikales Klanggefüge im Sinne eines Zustands, der durch Aneinanderreihung von Variationen eines Motivs entsteht. Dabei kann es sich um die fortgesetzte Variation eines Grundrhythmus oder einer Melodie handeln, aber auch um eine Folge von unterschiedlich manipulierten Versionen eines Geräusches oder Klangs. Eine Textur kann im Prinzip unendlich fortgesetzt werden, ohne sich je zu wiederholen, wobei der rhythmische und klangliche Grundeindruck erhalten bleibt. Davon abweichend wird im Englischen unter Texture auch allgemeiner die Gesamtstruktur eines Musikstücks verstanden.
Das Pariser IRCAM entwickelte ab den 1970er Jahren algorithmische Musikprogrammiersoftware, beispielsweise das Programm Upic von Iannis Xenakis, darauf folgend das unter anderem von Marco Stroppa und Tristan Murail entwickelte Open Music, das auf Patchwork basiert. Diese Programme sind darauf ausgelegt, musikalische Texturen nach algorithmischen, mathematischen Verfahren, wie etwa auf der Basis von bestimmten Integer-Zahlen oder Fibonacci-Folgen zu programmieren. Dadurch können Texturen musikalischer Inhalt werden, die aus übergeordneten Bezugsgrößen herrühren, so einer FFT-Analyse. Aber auch Gebiete der analytischen Zahlentheorie, wie die Erforschung der L-Funktion können Einfluss auf eine akustische Komposition nehmen. In diesem Fall entsteht die Musik aufgrund der formellen, mathematischen Struktur zum Beispiel in einem Programm wie Max/MSP oder Open Music und wird in ein Programm, wie Sibelius oder Finale, als MIDI-Datei importiert und weiterverarbeitet. Die musikalische Syntax unterliegt bestimmten Gesetzen. Bei einem Import einer Spektralanalyse in Programme, wie Open Music und Patchwork ist die Syntax meist noch nicht geklärt. Die musikalische Syntax kann schwer algorithmisch derart festgelegt werden, dass sie auch musikalisch sinnvoll eingesetzt werden kann. Diesbezüglich erfand der Komponist Philippe Manoury seine sogenannten musikalisch-generativen Grammatiken, die beispielsweise dabei helfen, eine Spektralanalyse sinnvoll zu nutzen. Ein kurzes Motiv wird zum Objekt, eine Phrase zur Zelle und eine musikalische Einheit zu einem Abschnitt oder Zustand. Eine sich entwickelnde Aneinanderreihung von Abschnitten wird Prozess genannt, der zum Beispiel durch Interpolation erzeugt werden kann. Das kann mit Audiosculpt und Open Music ermöglicht werden. Texturbasierende Kompositionen werden auch algorithmische Kompositionen genannt. Vertreter sind der Schweizer Komponist Hanspeter Kyburz, der Deutsche Georg Hajdu oder der Österreicher Karlheinz Essl. Forschung in diesem Bereich wird unter anderem im Pariser IRCAM und im Experimentalstudio des SWR in Freiburg betrieben.